# Мокронози (Рудо)
Мокронози су насељено мјесто у општини Рудо, Република Српска, БиХ. Према попису становништва из 1991. у насељу је живјело 611 становника.

## Географија
Мокронози су највеће насеље у општини Рудо. Налазе се на њеном крајњем југоистоку, између Прибоја и села Миоче тј. миочког гробља, на лијевој обали Лима. Изнад Мокронога уздиже се планина Бић која је и уједно природна граница између Републике Српске и Србије. Кроз Мокроноге протиче ријека Лим, а насупрот њима је и ушће Увца у Лим. Мокронози се граниче са селима Миоче и Увац у Републици Српској и селима Црнузи, Касидоли и Саставци у Републици Србији.

## Становништво
Према попису становништва из 1991. године Мокронози су имали 611 становника. Ратна страдања и немаштина учинила су да млад свет напусти насеље.
| Националност       | 1991.     |
| Срби               | 602 (98%) |
| остали и непознато | 9 (2%)    |
| укупно             | 611       |

| Демографија | Демографија | Демографија |
| Година      | Становника  | Становника  |
| ----------- | ----------- | ----------- |
| 1991.       | 612         |             |